# Всемирный день борьбы против бешенства

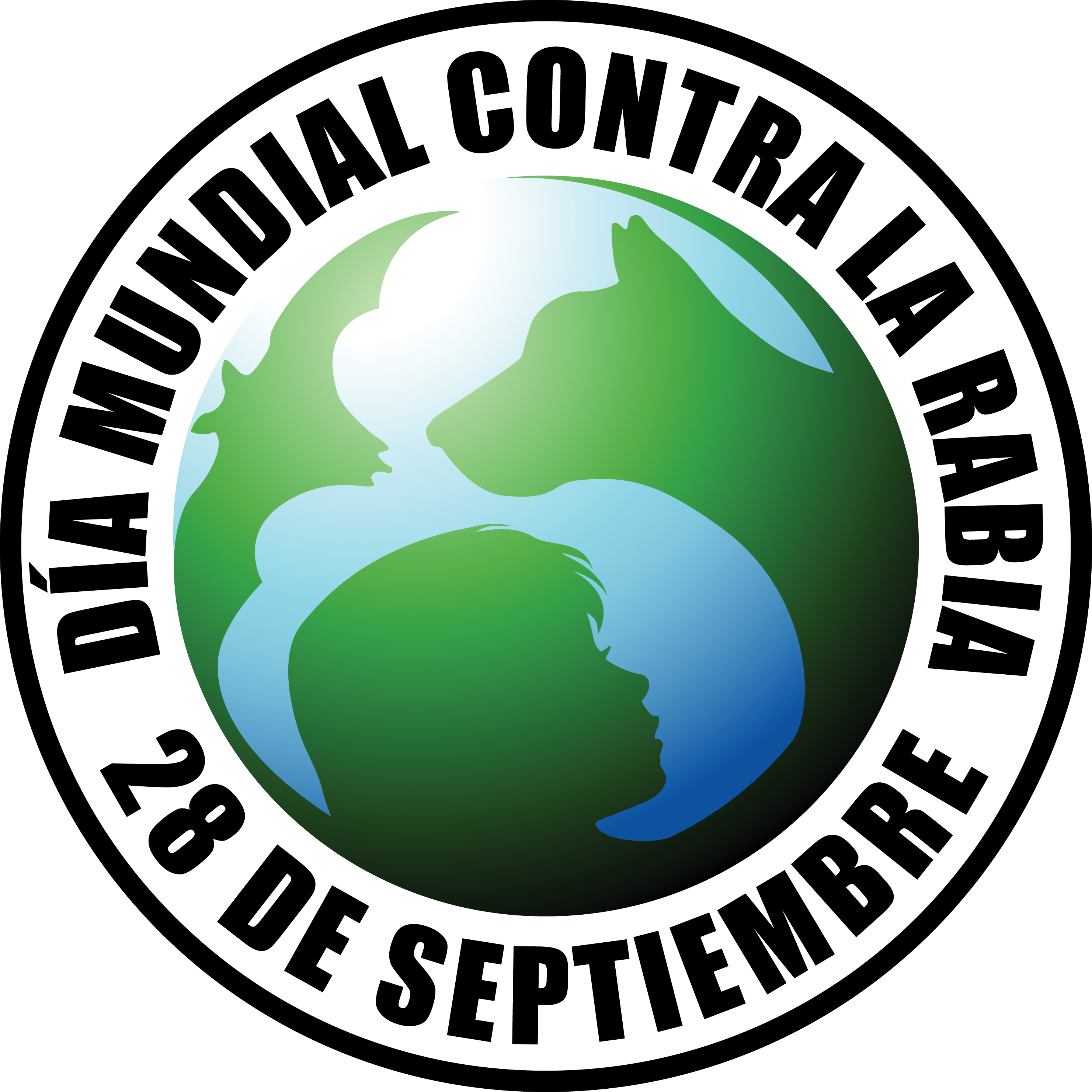
Эмблема

Всемирный день борьбы против бешенства (англ. World Rabies Day), или Всемирный день борьбы с бешенством — памятная дата, отмечаемая ежегодно. Ежегодно отмечается 28 сентября, начиная с 2007 года. Входит в систему международных дней ООН. Был учреждён по инициативе Глобального альянса по контролю бешенства (Global Alliance for Rabies Control), являющейся некоммерческой организацией со штаб-квартирой в США. 
Всемирный день борьбы против бешенства ежегодно проводится 28 сентября и приурочен ко дню смерти французского микробиолога Луи Пастера, создавшего первую в истории вакцину от бешенства.
Бешенство ― особо опасное смертельное инфекционное заболевание, вызываемое вирусом бешенства Rabies virus. Бешенство — предотвратимая с помощью вакцин вирусная болезнь, которая встречается в более чем в 150 странах и территориях. По данным ВОЗ в подавляющем большинстве случаев смерти людей от бешенства источником инфекции выступают собаки, на которых приходится до 99 % всех случаев передачи бешенства людям.
Цель памятного дня — привлечение внимания к последствиям этой болезни у людей и животных, повышению осведомленности о профилактических мерах и привлечение внимания к успешным примерам борьбы с этим заболеванием. Повышение информированности населения о профилактике бешенства и борьбе с ним включает в себя просвещение и распространение информации об ответственном владении домашними животными, профилактике укусов собак и незамедлительных мерах после укуса.